# Les Otages (film)
Pour les articles homonymes, voir Les Otages.
Pour plus de détails, voir Fiche technique et Distribution.
Les Otages est un film français dramatique réalisé par Raymond Bernard, sorti en 1939.

## Synopsis
Ce film qui se passe en 1914, analyse les réactions d'un village français « sous la botte allemande » au moment de la bataille de la Marne, alors que deux adolescents vivent une histoire d'amour de type « Roméo et Juliette ». 
Un officier allemand ayant été tué, l'occupant exige cinq otages sous peine de destruction du village — habitation et population — au canon. Les hommes oublient leurs querelles et s'unissent face à l'adversité.

## Fiche technique
- Titre : Les Otages
- Réalisateur : Raymond Bernard assisté de Serge Vallin et Nicolas Bernard
- Scénario : Léo Mittler et Victor Trivas
- Dialogues : Jean Anouilh
- Décors : Jean Perrier et André Barsacq
- Costumes : Maison Traonouez, Annette Sarradin
- Photographie : Robert Le Febvre, Jean Brévignon, Léon Bellet
- Musique : Darius Milhaud
- Effets spéciaux :
- Son : William Sivel
- Montage : Charlotte Guilbert
- Producteurs : Seymour Nebenzal et André Chemel (assisté de Ralph Baum), pour la Nero-Film
- Format : Son mono - 35 mm - Noir et blanc - 1,37:1
- Genre : Drame
- Durée : 105 minutes
- Date de sortie en France :  20 mars 1939
- Affiche : Fernand François (France)

## Distribution
- Saturnin Fabre : le père Rossignol
- Fernand Charpin : Beaumont, le maire
- Annie Vernay : Annie Beaumont
- Mady Berry : Maria
- Pierre Larquey : Fabien, l'huissier
- Marguerite Pierry : Madame Fabien
- Jean Paqui : Pierre Rossignol
- Dorville : Rodillar, le braconnier
- Pierre Labry : Rameau, le coiffeur
- Palmyre Levasseur : Mme Rossignol
- Marcel Pérès : Tartagnac
- Noël Roquevert : le garde-champêtre
- Jean Sinoël : le père Labiche
- Paul Villé : le chef de gare

## Commentaires
Selon les historiens irlandais, John Horne et Alan Kramer il y aurait eu environ 500 victimes civiles, otages fusillés par l'armée allemande au début de la Première Guerre mondiale. La Lorraine concentre la plupart des exactions, mais on en trouve également dans les Ardennes ou l’Oise. Voir notamment la notice sur Charles Lecuve, maire d'Allarmont (Vosges).

## Lieux de tournage
Le film a été tourné à Chézy-sur-Marne à 7,2 km au sud de Château-Thierry dans le département de l'Aisne.